# Aythami Ruano
Aythami Ruano Vega (ur. 18 czerwca 1977) – hiszpański judoka. Olimpijczyk z Aten 2004, gdzie odpadł w eliminacjach w wadze ciężkiej.
Siódmy na mistrzostwach świata w 2001; uczestnik zawodów w 1999 i 2003. Startował w Pucharze Świata w latach 1997-2004. Zdobył trzy medale mistrzostw Europy w latach 2000 - 2003. Wicemistrz świata juniorów w 1996 roku.

## Letnie Igrzyska Olimpijskie 2004
| Konkurencja | Eliminacje           | Klas. końcowa |
| Konkurencja | Przeciwnik I         | Miejsce       |
| ----------- | -------------------- | ------------- |
| +100 kg     | Kim Sung-bum (KOR) P | 1 runda.      |